# Rehemäe
Rehemäe is een plaats in de Estlandse gemeente Lääne-Nigula, provincie Läänemaa. De plaats heeft de status van dorp (Estisch: küla).
Tot in oktober 2017 hoorde Rehemäe bij de gemeente Nissi in de provincie Harjumaa. In die maand werd Nissi bij de gemeente Saue vald gevoegd, op Rehemäe na, dat als enige plaats in de gemeente naar Lääne-Nigula ging.

## Bevolking
Het dorp had 47 inwoners op 31 december 2011 en 38 inwoners op 31 december 2021. Het dorp was in 2021 overigens wel kleiner dan in 2011; zie de paragraaf ‘Geschiedenis’.

## Geschiedenis
Rehemäe werd voor het eerst genoemd in 1930. Het was toen de naam van een boerderij. In 1977 werd het dorp Kuke samengevoegd met een deel van Rõuma. De nieuwe plaats kreeg de naam Rehemäe. In 2018 werd Kuke weer een zelfstandig dorp. Rehemäe behield alleen het deel dat vroeger van Rõuma was.